# Террі Міллс (баскетболіст)
Террі Річард Міллс (англ. Terry Richard Mills, нар. 21 грудня 1967, Ромулус, Мічиган, США) — американський професіональний баскетболіст, що грав на позиції важкого форварда за низку команд НБА. Згодом — коментатор матчів Мічиганського університету на місцевому радіо. Двоюрідний брат Гранта Лонга та племінник Джона Лонга.

## Ігрова кар'єра
Починав грати у баскетбол у команді Ромулуської старшої школи (Ромулус, Мічиган). Після її закінчення вважався одним з найбільш перспективних баскетболістів США. На університетському рівні грав за команду Мічиган (1987–1990), у складі якої став чемпіоном NCAA 1989 року.
1990 року був обраний у першому раунді драфту НБА під загальним 16-м номером командою «Мілвокі Бакс». Проте професіональну кар'єру розпочав виступами за «Денвер Наггетс», куди був обміняний невдовзі після драфту. Захищав кольори команди з Денвера протягом одного сезону.
З 1991 по 1992 рік грав у складі «Нью-Джерсі Нетс».
1992 року перейшов до «Детройт Пістонс», у складі якої провів наступні 5 сезонів своєї кар'єри.
Наступною командою в кар'єрі гравця була «Маямі Гіт», за яку він відіграв 2 сезони.
З 1999 по 2000 рік грав у складі «Детройт Пістонс».
Останньою ж командою в кар'єрі гравця стала «Індіана Пейсерз», до складу якої він приєднався 2000 року і за яку відіграв один сезон.